# Hydrodendron dichotomum
Hydrodendron dichotomum is een hydroïdpoliep uit de familie Haleciidae. De poliep komt uit het geslacht Hydrodendron. Hydrodendron dichotomum werd in 1880 voor het eerst wetenschappelijk beschreven door Allman. 